# Alsópáhok
Alsópáhok (vyslovováno [alšópáhok]) je velká vesnice v Maďarsku v župě Zala, spadající pod okres Keszthely. Nachází se asi 3 km západně od Keszthely. V roce 2015 zde žilo 1 307 obyvatel, z nichž jsou 92,9 % Maďaři, 4,7 % Němci, 0,46 % Rusové a 0,38 % Romové.
Sousedními vesnicemi jsou Balatonberény, Balatonszentgyörgy, Felsőpáhok, Kehidakustány, Sármellék, Szentgyörgyvár, Zalaapáti a Zalacsány, sousedními městy Hévíz a Keszthely.